# Hans Weinert
Hans Weinert (* 14. April 1887 in Braunschweig; † 7. März 1967 in Heidelberg) war ein deutscher Anthropologe und Direktor des Anthropologischen Instituts der Universität Kiel, der während der Zeit des Nationalsozialismus im Sinne der nationalsozialistischen Rassenhygiene wirkte.

## Familie und Ausbildung

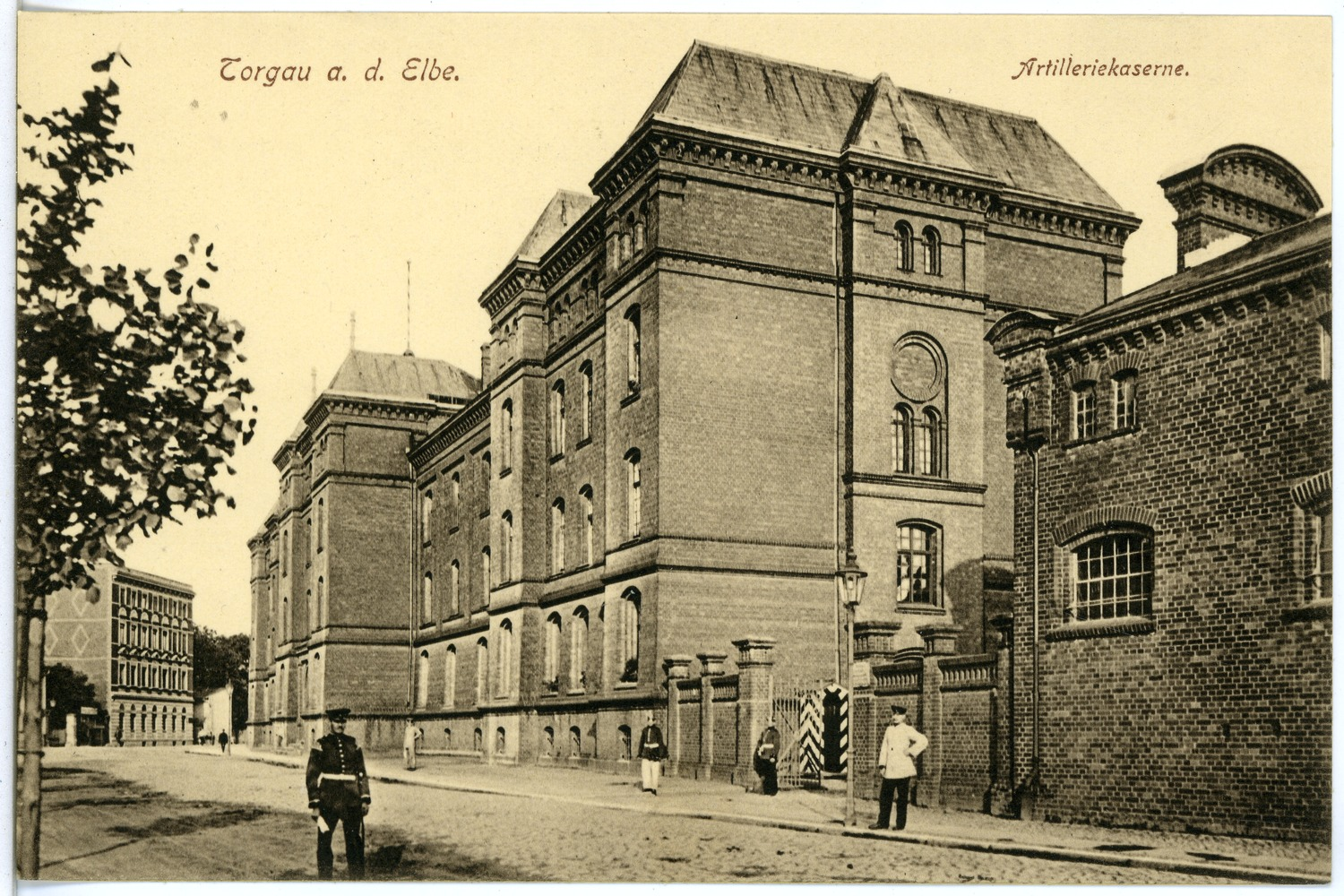
Artillerie-Kaserne in Torgau an der Elbe (1914)

Hans Weinert war der Sohn des Mittelschullehrers Hermann Weinert und seiner Ehefrau Maria Steinkamp. Er besuchte das Staatliche Wilhelm-Gymnasium in Braunschweig bis zum Abitur im Jahre 1905. Danach begann er mit dem Studium in Leipzig und Göttingen, wo er am 2. Juli 1909 die Promotion mit dem Thema Wachstum und tropistische Bewegungserscheinungen der rhizoiden thallösen Lebermoose erlangte. Während seines Studiums wurde er 1905 Mitglied der Burschenschaft Brunsviga in Göttingen.
Danach schlug er die Laufbahn des Lehramtes ein und legte am 27. April 1910 das Gymnasiallehrerexamen in den Fächern Physik, Mathematik, Zoologie und Botanik ab. Die Lehrtätigkeit nahm er in Leipzig, Eisleben und Potsdam (nach Degener) auf. Von 1910 bis Oktober 1911 leistete er seinen Militärdienst als Einjährig-Freiwilliger in Torgau beim Feldartillerie-Regiment Nr. 74 ab und wurde Reserveoffizier der preußischen Armee. 1912 heiratete er Gertrude, die Tochter des Leipziger Papierfabrikanten C. A. Bodenstein. Aus dieser Ehe gingen der Sohn Hartmut (* 28. August 1918) und die Tochter Hildegard (* 7. Mai 1920) hervor.

## Kriegsdienst und akademische Laufbahn
Nach Kriegsbeginn 1914 diente er als Leutnant der Artillerie, unter anderem vor Verdun, und kommandierte zuletzt eine Flug-Abwehr-Batterie. 1917 nahm er den Schuldienst wieder auf. Nach dem Krieg entschloss er sich, den Schuldienst zu verlassen und eine akademische Laufbahn zu wählen. Zu diesem Zweck siedelte er nach Potsdam über. Ab 1926 war er an der Universität Berlin als Privatdozent für Anthropologie und am Kaiser-Wilhelm-Institut für Anthropologie, menschliche Erblehre und Eugenik (KWI) in Berlin-Dahlem tätig. 1927 wurde er als Privatdozent für Anthropologie zugelassen. Zur Vorbereitung seines Habilitationvorhabens unter Befürwortung von Eugen Fischer und Theodor Mollison begann er mit den Vermessungen der Physiognomie von Schülern. Ab Anfang 1928 legte er am KWI eine Schädelsammlung an. Am 23. Dezember 1932 wurde er zum außerordentlichen Professor ernannt.
Im Jahr 1929 veröffentlichte Weinert über Kreuzungsmöglichkeiten zwischen Affe und Mensch. In den Jahren 1931 und 1932 unternahm er Blutgruppenuntersuchungen an Menschenaffen, wobei er den Vorschlag machte, eine Schimpansin mit Sperma eines „Afrikaneger(s), am besten vielleicht ein(es) Urwald-Pygmäe(n)“ künstlich zu befruchten. Extraordinarius wurde Weinert 1932, Ordinarius und Direktor des Anthropologischen Instituts der Universität Kiel 1935.

## Tätigkeiten im NS-Regime
1934  wurde Weinert Mitglied im NS-Lehrerbund, gehörte aber erst seit 1937 der NSDAP an. Er vertrat um diese Zeit einen Stammbaum, der von Gibbon über Orang-Utan, Gorilla und Schimpanse (als Gipfel von Seitenästen) zum Menschen aufstieg – im Gegensatz zu älteren Vorstellungen, in denen die „Neger“ vom Gorilla und die „Mongoliden“ vom Orang-Utan abstämme. Er änderte seine vorherigen Anschauungen nur wenig, fasste sie aber in die unter der neuen Regierung erfolgversprechenden Auskünfte. Dies gilt insbesondere für die Äußerungen als Professor in Kiel, wohin er erst 1934 vertretungsweise berufen wurde und seine Habilitationsschrift Biologische Grundlagen für Rassenkunde und Rassenhygiene. Im April 1935 wurde ihm die Kieler Professur angetragen, er übernahm das dortige Institut für Anthropologie und versprach, dieses im nationalsozialistischen Sinne zu führen. 1935 veröffentlichte er Die Rassen der Menschheit:

„Wir stehen damit auch auf diesem Gebiet am Beginn einer neuen Zeit; mit der Annahme des von der Rassenhygiene längst geforderten Gesetzes ‚zur Verhütung erbkranken Nachwuchses‘ […] hat sich die Staatsregierung dazu bekannt, den Menschen biologisch, als Lebewesen aufzufassen und die von der Forschung erkannten biologischen Gesetze sinngemäß auch auf den Menschen anzuwenden.“

Zu den sogenannten „Rheinlandbastarden“ (Kinder aus Beziehungen deutscher Frauen mit schwarzen französischen Besatzungssoldaten während der französischen Besetzung des Rheinlands nach dem Ersten Weltkrieg) vertrat Weinert die Auffassung:

„Unser Staat ist in vollem Recht, wenn er die weitere Fortpflanzung dieser lebendigen Erinnerung an eine traurige schmachvolle Zeit unterbindet. [...] Es gibt also keinen Grund, der eine Weiterzüchtung dieser Rassenbastarde irgendwie denkbar oder gar notwendig machen könnte.“

In der Folge wurden im Sommer 1937 unter Federführung einer „Sonderkommission 3“ unter Mithilfe der Gestapo ohne gesetzliche Grundlage insgesamt ca. 400 Kinder mit erfasster „Mischabstammung“ sterilisiert.
In den folgenden Jahren bis 1939 unternahm er verschiedene Ausgrabungen in Italien und Frankreich, die einen Aufschluss über die Herkunft des „Urmenschen“ und der „Neger“ geben sollten. Als er jedoch in seinen Veröffentlichungen in den Jahren 1934 und 1935 eine Herkunft von der Cro-Magnon-„Rasse“ und Neanderthaler-„Rasse“ behauptete, stieß er bei Heinrich Himmler auf Ablehnung. Der SS-Anthropologe Assien Bohmers richtete daraufhin am 12. März 1939 an den Geschäftsführer der Forschungsgemeinschaft Deutsches Ahnenerbe e. V., SS-Sturmbannführer Wolfram Sievers, ein Schreiben, in dem er Weinert falsche Schlussfolgerungen bescheinigte und diese als Beleidigung bezeichnete, wie Heinrich Himmler angemerkt hatte. Der Cro-Magnon war nämlich in der NS-Ideologie als Vorfahr der „nordischen Rasse“ idealisiert worden.
Wissenschaftlich trat Weinert in den Jahren 1935 bis 1945 weniger hervor denn als Direktor des Anthropologischen Instituts in Kiel qua Amt vom Reichssippenamt zugelassener „rassenbiologischer Gutachter“. Er erstellte – gegen überhöhte Gebührensätze – wohl hunderte von Gutachten für Juden, die eine andere als die gesetzlich vermerkte Abstammung behaupteten, um sich besser vor der nationalsozialistischen Rasseverfolgung zu schützen. In der Regel behaupteten Mütter, die Kinder nicht von einem Juden, sondern von anderen, „arischen“ Männern empfangen zu haben. Weinert war überzeugt, dass das deutsche Volk ein Rassengemisch sei und die Rassengutachten wissenschaftlich wertlos waren. Ein guter Teil seiner Begutachtungen fiel im Sinne der Antragsteller aus. Das steht im Gegensatz zu anderen Rassengutachtern, die mit wenigen Ausnahmen jüdische Abstammung zu Ungunsten der untersuchten Personen feststellten. Weinerts Motive waren jedoch kaum humanitär, sondern finanziell und sexuell motiviert (s. unten).
Sievers antwortete Bohmers am 14. März 1939, dass Weinerts Arbeiten nicht mehr positiv zu rezensieren seien. Am 11. März 1942 schrieb Sievers an den Kurator des „Ahnenerbes“, Walther Wüst, dass es bei Weinert zu persönlichen Unregelmäßigkeiten bei der Beschäftigung seiner Tochter als seine Sekretärin und der Auslandsbegleitung seiner Ehefrau gekommen sei. Die Anträge auf finanzielle Unterstützung seien in Zukunft abzulehnen. Mitte 1944 wurde Weinerts Kieler Institut ausgebombt, er verlor auch seine Wohnung. Daraufhin empfahl sich Weinert in einem Schreiben an den Gauleiter Hannover vom 30. Juli 1944 als Gutachter für „rassenbiologische Untersuchungen“, blieb jedoch erfolglos.
Im Jahre 1942 hatte sich der Jurist Hans Georg Calmeyer, der in der deutschen Besatzungsverwaltung in den Niederlanden eine Stelle zur Entscheidung zweifelhafter Abstammungsfälle leitete, an Weinert gewandt, ob er ihm erbbiologische Gutachten in diesen Fällen anfertigen könne. Weinert reiste daraufhin mehrfach nach Amsterdam und erstellte zahlreiche Gutachten. Zeitzeugen und Historiker beschrieben Weinert als morphinabhängig und bestechlich. Die Gutachtertätigkeit in Amsterdam war für den Kieler Professor ein lukratives Geschäft. Er berechnete zwischen 500 und 1000 Reichsmark pro Expertise, ein Fünf- bis Zehnfaches der in Deutschland üblichen Sätze. Es handelte sich bei diesen Beträgen um Gebühren, die Weinert mit Calmeyer ausgehandelt hatte. Abgaben an die Kieler Universität, Reiseaufwendungen für die Fahrten von Kiel nach Amsterdam und Unterbringungskosten waren in diesem „Preis“ inbegriffen. Calmeyer, der zielgerichtet Juden half, und Weinert sollen sich „den Ball zugespielt haben“. Der Anthropologe gutachtete offenbar durchgängig zugunsten der Antragsteller. In den noch umfänglich erhalten gebliebenen Akten findet sich jedenfalls kein einziger Fall, in dem Weinert die jeweils behauptete „arische“ Abstammung nicht bestätigt hätte. Auch niederländische Anwälte, die die Petenten vertraten, bestätigten, ihnen sei „kein Fall bekannt“, in dem Weinert die „arische“ oder „halb-arische“ Abstammung des jeweiligen „Prüflings“ als unwahrscheinlich beurteilt hätte.

## Nachkriegszeit
Nach dem Krieg konnte er seine Lehrtätigkeit am nunmehr umbenannten Institut für menschliche Erblehre und Eugenik in Kiel fortsetzen, da er erklärte, er sei nie ein Antisemit gewesen. Seine Veröffentlichungen setzte er mit gewohnter Intensität fort. Er hielt unter anderem unbeirrt an der Überlegenheit der „weißen Rasse“ fest. Insgesamt veröffentlichte er über 250 Arbeiten. Seine Bestrebungen, in den Niederlanden oder in Göttingen eine neue Tätigkeit aufzunehmen, schlugen wiederum fehl. So blieb er in Kiel bis 1955 tätig. Vorwürfe, er habe bei den Untersuchungen weibliche Probanden über das gewöhnliche Maß hinaus nackt vorführen lassen, deren Geschlechtsorgane untersucht und vermessen, führten nun (anders als vor 1945) zu Anzeigen. Diese konnte er aber abwehren, da es seinem Anwalt gelang, die Glaubwürdigkeit der Frauen in Zweifel zu ziehen. Gleichwohl hat Weinert die Vorfälle nicht bestritten, jedoch angegeben, er habe aus rein wissenschaftlichem Interesse gehandelt. Diese Prozesse zeigen „die wie selbstverständlich praktizierte Mischung von sexuellem Missbrauch und Bestechlichkeit, die Weinerts Gutachtentätigkeit ausgemacht hatte.“

## Mitgliedschaften
- seit 1940 Mitglied der Leopoldina
- 1942: Beirat in der Ernst-Haeckel-Gesellschaft in Jena
- Mitherausgeber der Zeitschrift für Rassenkunde
- Bis 1956: Herausgeber der Zeitschrift für Morphologie und Anthropologie
- Mitglied des Instituto di Paleontologia Umana in Rom
- Vortragendes Mitglied der Internationalen Ärzte-Akademie

## Schriften (Auswahl)
- Menschen der Vorzeit. Ein Überblick über die altsteinzeitlichen Menschenreste. Stuttgart 1930.
- Ursprung der Menschheit. Über den engeren Anschluss des Menschengeschlechts an die Menschenaffen. 1932 (auch: Stuttgart 1944).
- Biologische Grundlagen für Rassenkunde und Rassenhygiene. Stuttgart 1934.
- Unsere Eiszeit-Ahnen. Berlin 1934.
- Vom rassischen Werden der Menschheit. Berlin 1934.
- Vom Menschenaffen zur Menschheit. Berlin 1934.
- Die Rassen der Menschheit. Leipzig/Berlin 1935
- Anthropologie und Geschichtsforschung. in: Die Welt als Geschichte. Zeitschrift für universalgeschichtliche Forschung (WaG) 1, 1935, S. 4.
- Die Aufklärung über die "ältesten Menschenfunde" in Ostafrika. in: WaG 1, 1935, S. 349.
- Neue Probleme in der Erforschung der Kulturfortschritte eiszeitlicher Menschheitsstufen. in: WaG 2, 1936, S. 291–302.
- Zickzackwege in der Entwicklung des Menschen. Wiebelsheim 1936.
- Der Affenmensch "Sinanthropos" von Peking in seiner Bedeutung für die menschliche Stammes- und Rassengeschichte. in: WaG 3, 1937, S. 241.
- Entstehung der Menschenrassen. Stuttgart 1938.
- Vormenschenfunde als Zeugen der Menschwerdung. Frankfurt am Main 1939 (= Frankfurter Bücher. Forschung und Leben. Band 3).
- Africanthropus njarasensis. S. 252–308 in: Zeitschrift für Morphologie und Anthropologie, Band 38, Heft 2, S. 252–308, 1939 Stuttgart, E. Schweizerbart, 1939.
- Der geistige Aufstieg der Menschheit vom Ursprung bis zur Gegenwart. 1940 (auch 1951).
- Urgeschichte des Menschen : Frühzeit der Völker. Berlin 1940.
- Vom rassischen Werden der Menschheit. Erfurt (?).
- Stammesgeschichte der Menschheit, Stuttgart 1941.
- Hellsehen und Wahrsagen ein uralter Traum der Menschheit. Leipzig 1943.
- Menschen der Vorzeit: Ein Überblick über die altsteinzeitlichen Menschenreste. Stuttgart 1947.
- Die Riesen-Affenmenschen und ihre Stammesgeschichtliche Bedeutung. München 1948.
- Stammesentwicklung der Menschheit. Braunschweig 1951.
- Zur neuen angeblichen Lösung des Piltdown-Problems. in: Zeitschrift für Morphologie und Anthropologie 66. 2 (Juni) 304–315 im Jahre 1954.
- Die heutigen Rassen der Menschheit. Konstanz 1957.
- Zum Abschluß des Piltdown-Problems. in: Zeitschrift für Morphologie und Anthropologie 49. 1 (März) 55–60 im Jahre 1958.